# Jugopetrol
Jugopetrol a.d. – czarnogórskie przedsiębiorstwo przemysłowe zajmujące się wydobyciem oraz przetwórstwem ropy naftowej i gazu ziemnego.
Spółka Jugopetrol Kotor powstała w 1947 roku w Kotorze, w Jugosławii. Początkowo była niewielkim przedsiębiorstwem, budującym magazyny i stacje paliw, w 1964 roku rozpoczęła budowę instalacji w Barze. W latach 70. XX wieku spółka uzyskała pozwolenie na prace eksploracyjne i wydobywcze. W latach 1976–1981 wykonano trzy odwierty na południowym Adriatyku.
W 1996 roku Jugopetrol został przekształcony w spółkę akcyjną, w 2002 rząd zdecydował się wystawić na sprzedaż 54% akcji przedsiębiorstwa. Wśród zainteresowanych kupnem znaleźli się m.in. Łukoil, chorwacka spółka INA, słoweńska Petrol oraz grecka Hellenic Petroleum. Ostatecznie nabywcą został Hellenic Petroleum, który w 2004 roku przeniósł główną siedzibę firmy z Kotoru do Podgoricy i zmienił nazwę z Jugopetrol A.D. Kotor na Jugopetrol A.D.